# Pedro Bacelar de Vasconcelos
Pedro Bacelar de Vasconcelos ist ein portugiesischer Verfassungsrechtler. Er ist assoziierter Professor an der Universität Minho.

## Werdegang
Vasconcelos schloss 1982 sein Studium ab, erhielt seinen Master-Titel 1990 und seinen Doktor der Rechts- und Politikwissenschaften 1996 an der Rechtswissenschaftlichen Fakultät von Coimbra. Von 1983 bis 1995 arbeitete er als Assistent an der Universität Minho und war 1996 Governador civil von Braga.
Vasconcelos ist Professor an der juristischen Fakultät der Universität von Minho, war Sondergesandter der Europäischen Union für den Übergangsprozess für Demokratie in der Demokratischen Republik Kongo, Mitglied des Verwaltungsrats der Europäischen Stelle zur Beobachtung von Rassismus, Fremdenfeindlichkeit und Antisemitismus in Wien und Vizepräsident der Konvention für die Charta der Grundrechte der Europäischen Union.
Er ist Mitglied der Nationalen Kommission zum 50. Jahrestag der Allgemeinen Erklärung der Menschenrechte, ist Mitglied des Obersten Rates der Staatsanwaltschaft und Ehrenmitglied der União Romani, dem Nationalverband der Zigeunergemeinschaft in Portugal.
Vasconcelos war einer der Verfasser der Verfassung Osttimors von 2002, arbeitete für den Präsidenten Osttimors und bei der UNTAET für die Vereinten Nationen als Berater. 2011 gehörte er zum Autorenteam, dass die 2011 veröffentlichte Ausgabe der kommentierten Verfassung Osttimors vorbereitete, die von der juristischen Fakultät der Universität Minho herausgegeben wurde.

## Veröffentlichungen
- A Separação dos Poderes na Constituição Americana, Studia Ludurica, Coimbra Editora, 1994
- A Crise da Justiça em Portugal, Fundação Mário Soares e Gradiva Publicações, Lda, 1998; redactor das revistas Risco e Scientia Lurídica.